# العراق في 1956
فيما يلي قوائم الأحداث التي وقعت خلال عام 1956 في العراق.

## سياسة

### في المنصب
- ملك العراق فيصل الثاني.[1]
- رئيس الوزراء نوري السعيد.[2]
- رئيس مجلس الأعيان جميل المدفعي.[3]
- رئيس مجلس النواب عبد الوهاب مرجان.[4]

## أحداث
- توقف جريدة القاعدة عن النشر.[5]
- حل حزب الاستقلال أثر أندماجه مع جبهة الاتحاد الوطني.[6]
- تأسيس حزب جبهة الاتحاد الوطني.[7]
- تأسيس ملعب فرانسو حريري.
- 30 حزيران - تأسيس جامعة الحكمة.
- تأسيس نادي السليمانية[8]
- تأسيس نادي الكوت.[9]

- 18 ديسمبر - أنطلاق دوري المؤسسات - بغداد 1956–57.